# Cesnivka, Lîseanka
Cesnivka (în ucraineană Чеснівка) este un sat în comuna Hîjînți din raionul Lîseanka, regiunea Cerkasî, Ucraina.

## Demografie
Componența lingvistică a localității Cesnivka
     Ucraineană (100%)
Conform recensământului din 2001, toată populația localității Cesnivka era vorbitoare de ucraineană (100%).